# Боровська Любов Збігнівна
Любо́в Збі́гнівна Боро́вська (нар. 3 серпня 1961, Львів) — українська актриса. Народна артистка України (2015).

## Життєпис
1982 — закінчила театральну студію при Львівському українському музично-драматичному театрі ім. М. Заньковецької (викладач Б. Козак).
1990 — заочно закінчила Київський інститут театрального мистецтва імені Івана Карпенка-Карого (викладач А. Поляков).
Є провідною актрисою Національного академічного українського драматичного театру імені Марії Заньковецької (Львів).
2015 року їй присвоєно звання народної артистки України.

## Ролі в театрі
- Агафія Тихонівна («Одруження» М. Гоголя у постановці Алли Бабенко)
- Еллі («Дім, де розбиваються серця» Б. Шоу)
- Гедда («Гедда Ґаблер» Г. Ібсена)
- Геката («Макбет» В. Шекспіра)
- Гертруда («Мачуха» О. де Бальзака)
- Зося («Дами і гусари» А. Фредро)
- Люсія («Благочестива Марта» Т. де Моліни)
- Русалка («Лісова пісня» Лесі Українки)
- Сніжинка («Чорна Пантера і Білий Медвідь» В. Винниченка)
- Софія («Безталанна» І. Карпенка-Карого)
- Софія («Меланхолійний вальс» за О. Кобилянською)
- Сюзанна («Цей дивний світ театру» М. Мітуа)
- Юлька («Мужчина» Г. Запольської)

## Ролі в кіно
- Марія Шиманська, «Час збирати каміння» (1993—1996)
- «Амур і Демон» режисера Миколи Федюка (1994)[2]

## Визнання
- 1997 — Заслужена артистка України
- 2015 — Народна артистка України[1]